# Виткуловский сельсовет
Виткуловский сельсовет — сельское поселение в Сосновском районе Нижегородской области. Административный центр — село Виткулово.

## История
Статус и границы сельского поселения установлены Законом Нижегородской области от 15 июня 2004 года № 60-З «О наделении муниципальных образований - городов, рабочих посёлков и сельсоветов Нижегородской области статусом городского, сельского поселения».

## Население
| 2002  | 2010  | 2012  | 2013  | 2014  | 2015  | 2016  |
| ----- | ----- | ----- | ----- | ----- | ----- | ----- |
| 2260  | ↘2050 | ↘2023 | ↘2018 | ↘2012 | ↘1970 | ↘1942 |
| 2017  | 2018  | 2019  | 2020  | 2021  |       |       |
| ↘1909 | ↘1875 | →1875 | ↘1850 | ↘1819 |       |       |

## Состав сельского поселения
| №  | Населённый пункт | Тип населённого пункта       | Население |
| -- | ---------------- | ---------------------------- | --------- |
| 1  | Батманово        | деревня                      | ↘41       |
| 2  | Виткулово        | село, административный центр | ↘557      |
| 3  | Волчиха          | деревня                      | ↘220      |
| 4  | Глядково         | село                         | ↘87       |
| 5  | Лачиново         | деревня                      | ↘5        |
| 6  | Макасово         | деревня                      | ↘418      |
| 7  | Новинки          | деревня                      | ↘18       |
| 8  | Сергейцево       | деревня                      | ↘51       |
| 9  | Созоново         | село                         | ↘281      |
| 10 | Сурулово         | село                         | ↘372      |